# Nathalie
Не путать с песней «Nathalie» в исполнении Хулио Иглесиаса с его альбома 1982 года «Momentos».
«Nathalie» (Натали) — песня французского певца Жильбера Беко.
Слова были написаны Пьером Деланоэ, музыка — Жильбером Беко. Песня была издана в 1964 году и имела большой успех.
Песня рассказывает историю, связанную с красивой советской девушкой-гидом по имени Натали. Утверждают, что песня «Натали» отразила начало сближения между Францией и Советским Союзом. Считается, что название ресторана «Кафе Пушкинъ» подсказала его создателям именно эта песня, в которой упомянуто не существующее на тот момент Café Pouchkine.

## Список композиций
7"-й сингл (Electrola E 23 050, 45-EG 9536, ФРГ, 1965)
1. Nathalie
2. L'orange

7"-й сингл (Columbia 12 266 X, 1964)
1. Nathalie (4:07)
2. Et maintenant (2:38)

7"-й сингл (Electrola E 23 046, ФРГ, 1965)

7"-й сингл (Electrola / Ex Libris E 923 046, ФРГ, 1965)
1. Nathalie (4:01) — немецкоязычная версия
2. Nimm dir doch Zeit (3:09)

7"-й сингл (Нидерланды, Франция)
1. Mon arbre
2. Nathalie

или
1. Mon arbre
2. Nathalie

## Чарты
| Чарт (1964—1965)               | Наив. поз. |
| ------------------------------ | ---------- |
| Бельгия/Фландрия (Ultratop 50) | 8          |
| ФРГ                            | 17         |